# Вольная борьба на летних Олимпийских играх 1952 — до 73 кг
Соревнования по вольной борьбе в рамках Олимпийских игр 1952 года в полусреднем весе (до 73 килограммов) прошли в Хельсинки с 20 по 23 июля 1952 года в «Exhibition Hall I».
Турнир проводился по системе с начислением штрафных баллов. За чистую победу штрафные баллы не начислялись, за победу по очкам борец получал один штрафной балл, за любое поражение (по очкам со счётом 2-1, со счётом 3-0 или чистое поражение) — три штрафных балла. Борец, набравший пять штрафных баллов, из турнира выбывал. Трое оставшихся борцов выходили в финал, проводили встречи между собой. Схватка по регламенту турнира продолжалась 15 минут. Если в течение первых десяти минут не было зафиксировано туше, то судьи могли определить борца, имеющего преимущество. Если преимущество никому не отдавалось, то назначалось шесть минут борьбы в партере, при этом каждый из борцов находился внизу по три минуты (очередность определялась жребием). Если кому-то из борцов было отдано преимущество, то он имел право выбора следующих шести минут борьбы: либо в партере сверху, либо в стойке. Если по истечении шести минут не фиксировалась чистая победа, то оставшиеся четыре минуты борцы боролись в стойке.
В полусреднем весе боролись 20 участников. Борец, который был бы безусловным фаворитом,  Джелал Атик, олимпийский чемпион 1948 года, чемпион Европы 1949 года, чемпион мира 1951 года, оставил карьеру после чемпионата мира. В финальную часть без поражений добрались швед Пер Берлин, американец Билл Смит и иранец Абдулла Моджтабави. До этого они не встречались друг с другом, и был проведён полноценный круговой турнир. В первой встрече Берлин победил Смита, а во второй проиграл Моджтабави. В третьей, решающей встрече, Смит победил Моджтабави. Таким образом, в финальной части каждый победил и проиграл по одной схватке и с одним счётом. В результате потребовался подсчёт штрафных баллов, и у Смита их оказалось меньше всех, второе место завоевал Берлин, а Моджтабави остался третьим. Билл Смит вспоминал, что он настолько запутался в подсчёте, что при награждении подталкивал иранца на верхнюю ступень пьедестала.  

## Призовые места
- Билл Смит (USA)
- Пер Берлин (SWE)
- Абдулла Моджтабави (IRI)

## Первый круг
| Штрафных баллов | Участник 1                | Результат   | Участник 2                | Штрафных баллов |
| --------------- | ------------------------- | ----------- | ------------------------- | --------------- |
| 1               | Пер Берлин (SWE)          | 3-0         | Даниэль Хаусер (SUI)      | 3               |
| 1               | Антон Маковяк (GER)       | 3-0         | Арведо Чеччини (ITA)      | 3               |
| 1               | Альберто Лонгарелла (ARG) | 2-1         | Ник Мохаммед (CAN)        | 3               |
| 0               | Билл Смит (USA)           | Туше (4:50) | Антонио Розадо (MEX)      | 3               |
| 1               | Сирил Мартин (RSA)        | 3-0         | Владислав Секаль (TCH)    | 3               |
| 0               | Мохамед Хассан Муса (EGY) | Туше (7:23) | Йос де Йонг (BEL)         | 3               |
| 1               | Цугио Ямазаки (JPN)       | 2-1         | Жан-Баптист Леклерк (FRA) | 3               |
| 1               | Бев Скотт (AUS)           | 3-0         | Дон Ирвин (GBR)           | 3               |
| 1               | Мехмет Али Ислиоглу (TUR) | 2-1         | Василий Рыбалко (URS)     | 3               |
| 1               | Абдулла Моджтабави (IRI)  | 2-1         | Алексантери Кейсала (FIN) | 3               |

## Второй круг
| Штрафных баллов | Участник 1                | Результат   | Участник 2                | Штрафных баллов |
| --------------- | ------------------------- | ----------- | ------------------------- | --------------- |
| 2               | Антон Маковяк (GER)       | 3-0         | Даниэль Хаусер (SUI)      | 6               |
| 1               | Пер Берлин (SWE)          | Туше (9:26) | Арведо Чеччини (ITA)      | 6               |
| 1               | Билл Смит (USA)           | 3-0         | Ник Мохаммед (CAN)        | 6               |
| 1               | Альберто Лонгарелла (ARG) | Туше (5:27) | Антонио Розадо (MEX)      | 6               |
| 3               | Владислав Секаль (TCH)    | Туше (4:59) | Йос де Йонг (BEL)         | 6               |
| 0               | Мохамед Хассан Муса (EGY) | Туше (3:10) | Сирил Мартин (RSA)        | 4               |
| 2               | Цугио Ямазаки (JPN)       | 3-0         | Дон Ирвин (GBR)           | 6               |
| 2               | Бев Скотт (AUS)           | 2-1         | Жан-Баптист Леклерк (FRA) | 6               |
| 2               | Абдулла Моджтабави (IRI)  | 2-1         | Василий Рыбалко (URS)     | 6               |
| 4               | Алексантери Кейсала (FIN) | 2-1         | Мехмет Али Ислиоглу (TUR) | 4               |

## Третий круг
| Штрафных баллов | Участник 1                | Результат   | Участник 2                 | Штрафных баллов |
| --------------- | ------------------------- | ----------- | -------------------------- | --------------- |
| 2               | Пер Берлин (SWE)          | 3-0         | Антон Маковяк (GER)        | 5               |
| 2               | Билл Смит (USA)           | 3-0         | Альберто Лонгарелла (ARG)  | 4               |
| 3               | Владислав Секаль (TCH)    | Туше (7:01) | Мохамед Хассан Муса (EGY)  | 3               |
| 3               | Цугио Ямазаки (JPN)       | 2-1         | Сирил Мартин (RSA)         | 7               |
| 5               | Мехмет Али Ислиоглу (TUR) | 3-0         | Жан-Баптист Леклерк (FRA)¹ | 9               |
| 3               | Абдулла Моджтабави (IRI)  | 3-0         | Бев Скотт (AUS)            | 5               |
| 4               | Алексантери Кейсала (FIN) | Пропускал   |                            |                 |

¹ Причины, по которым Жан-Баптист Леклерк, имея 6 штрафных баллов, выступал в третьем круге, неясны. 

## Четвёртый круг
| Штрафных баллов | Участник 1                | Результат   | Участник 2                | Штрафных баллов |
| --------------- | ------------------------- | ----------- | ------------------------- | --------------- |
| 3               | Пер Берлин (SWE)          | 3-0         | Алексантери Кейсала (FIN) | 7               |
| 5               | Альберто Лонгарелла (ARG) | 2-1         | Владислав Секаль (TCH)    | 6               |
| 2               | Билл Смит (USA)           | Туше (3:45) | Мохамед Хассан Муса (EGY) | 6               |
| 4               | Абдулла Моджтабави (IRI)  | 3-0         | Цугио Ямазаки (JPN)       | 6               |

## Финал

### Встреча 1
| Штрафных баллов | Участник 1               | Результат | Участник 2      | Штрафных баллов |
| --------------- | ------------------------ | --------- | --------------- | --------------- |
| 4               | Пер Берлин (SWE)         | 3-0       | Билл Смит (USA) | 5               |
| 4               | Абдулла Моджтабави (IRI) | Пропускал |                 |                 |

### Встреча 2
| Штрафных баллов | Участник 1               | Результат | Участник 2       | Штрафных баллов |
| --------------- | ------------------------ | --------- | ---------------- | --------------- |
| 5               | Абдулла Моджтабави (IRI) | 3-0       | Пер Берлин (SWE) | 7               |
| 5               | Билл Смит (USA)          | Пропускал |                  |                 |

### Встреча 3
| Штрафных баллов | Участник 1       | Результат | Участник 2               | Штрафных баллов |
| --------------- | ---------------- | --------- | ------------------------ | --------------- |
| 6               | Билл Смит (USA)  | 3-0       | Абдулла Моджтабави (IRI) | 8               |
| 7               | Пер Берлин (SWE) | Пропускал |                          |                 |